# Duane Ackerson
Duane Wright Ackerson Junior,, né le 17 octobre 1942 à New York et mort le 19 avril 2020, est un poète américain, nouvelliste, romancier de fantasy et de science-fiction.

## Biographie
Duane Ackerson est le fils de Duane Wright et de Virginia Gale (Rabe) Ackerson.
Après ses études secondaires, Duane Ackerson Jr. entre à l'université George Washington, puis à l'université de l'Oregon où il obtiendra son Bachelor of Arts en |1963, puis son Master of Fine Arts  en 1967.
Il a enseigné pendant 20 ans à l'université de l'Oregon, puis pris la direction du département de la création littéraire de l'université d'État de l'Idaho, ainsi que des stages résidentiels à l'université Willamette.
Il publie ses poèmes et nouvelles dans divers périodiques, magazines et revues comme Northwest Review, West Coast Poetry Review, Chelsea, Strange Horizon, Christian Science Monitor, Prairie Schooner, Yankee Magazine et bien d'autres.
Duane Ackerson réside à Salem (Oregon).

## Œuvres

### Publications dans des revues littéraires (sélection)
- (en-US) « The Dust of August », Phylon (1960-), Vol. 27, No. 2,‎ printemps 1966, p. 188-191 (4 pages) (lire en ligne),
- (en-US) « What About Poetry? », Prairie Schooner, Vol. 46, No. 1,‎ printemps 1972, p. 76-77 (2 pages) (lire en ligne),
- (en-US) « Candle Animals », Prairie Schooner, Vol. 47, No. 4,‎ hiver 1973/1974, p. 325 (1 page) (lire en ligne),
- (en-US) « Red Moon Red Sun », Prairie Schooner, Vol. 47, No. 4,‎ hiver 1973/1974, p. 326-327 (2 pages) (lire en ligne),

### Livres et plaquettes de poésies
- (en-US) Love and less : a prose supplement containing two stories, one critical essay, two reviews and a prose poem, Dragonfly, 1970, 48 p. (OCLC 22211503),
- (en-US) Recycle this poem : poems on ecology, Dragonfly Press, 1971, 39 p. (OCLC 5764448),
- (en-US) Poems about hard times, The Dragonfly, 1971, 6 p. (OCLC 1309003),
- (en-US) UA flight to Chicago : poems, Best Cellar Press, 1971, 20 p. (OCLC 1918254),
- (en-US) Old movie house, The Dragonfly, 1972, 16 p. (OCLC 1251749),
- (en-US) "But is it poetry?", The Dragonfly, 1972, 71 p. (OCLC 470688558),
- (en-US) An anthology of one line poems, Dragonfly, 1972, 69 p. (OCLC 276880002),
- (en-US) Weathering : poems, West Coast Poetry Review, 1973, 37 p. (OCLC 859539),
- (en-US) I am an eagle: flights inside Idaho & Wyoming classrooms.(poetry), The Dragonfly, 1974, 32 p. (OCLC 1251747),
- (en-US) Assembly room, The Dragonfly, 1976, 23 p. (OCLC 37599065),
- (en-US) Rocket candy : speculative poetry, Dragonfly, 1977, 43 p. (OCLC 12608587),
- (en-US) Wounds filled with light (poetry), Dragonfly Press, 1978, 12 p. (OCLC 9503578),
- (en-US) The Eggplant And Other Absurdities: Poems And Prose Poems, Confluence, 1978, 46 p. (ISBN 9780917652042),
- (en-US) The bird at the end of the universe : poems and prose poems  (ill. Cathy Ackerson), TM Press, 1997 (OCLC 40964103),
- (en-US) Roger Dutcher (dir.) et Duane Ackerson, The Starman in The Alchemy of Stars, Wildside Press, 20 juin 2005, 175 p. (ISBN 9780809511624, lire en ligne), p. 27,
- (en-US) Roger Dutcher (dir.) et Duane Ackerson, Fatalities in The Alchemy of Stars, Wildside Press, 20 juin 2005, 175 p. (ISBN 9780809511624, lire en ligne), p. 33,
- (en-US) Blinded by the Light Then the Dark, Ravenna, 22 août 2011, 79 p. (ISBN 9780983598244),

## Prix et distinctions
- 1979 : lauréat du Rhysling Award (en), pour son poème Fatalities[15],[16],
- 1978 : lauréat du Rhysling Awards, pour son poème The Starman[15].